# Djigbé
Djigbé è un arrondissement del Benin situato nella città di Zè (dipartimento dell'Atlantico) con 4.494 abitanti (dato 2006).